# 日本歌人
『日本歌人』（にっぽんかじん/にほんかじん）は、前川佐美雄が1934年（昭和9年)に設立した短歌結社、および日本歌人社が発行する月刊の短歌結社誌。1990年（平成2年)、前川佐重郎が継承、編集人となる。2025年7月号（通巻826号）より発行人は前川斎子、編集人は社領美穂、事務局･関西支部は仲務、会計部は岡本万貴子。
短歌結社としての名称は日本歌人社であり、結社誌の『日本歌人』は日本歌人社の発行である。
日本歌人クラブは無関係の別団体である。

## 沿革[5]
1931年、前川佐美雄が石川信雄（のち信夫）、木俣修、斎藤史らと『短歌作品』を創刊し、新芸術派運動を展開。
1933年、『短歌作品』を『カメレオン』と改題。
1934年6月、前川佐美雄が『カメレオン』同人を率いて『日本歌人』を創刊。主宰となる。
1941年（昭和16年）8月、当局の命令により『日本歌人』は84号で終刊する。
1946年（昭和21年）11月、『オレンヂ』を創刊。
1950年（昭和25年）1月、『オレンヂ』を『日本歌人』と改題し、『日本歌人』を復活させた。

## 結社名
創刊号の「編集後記」に前川佐美雄は次のように「日本歌人」の命名について記している。
これに依ると、「日本歌人」の正式な読みは「ニッポンカジン」となり、公式サイトのドメインも「https://nipponkajin.wordpress.com/」と「nipponkajin」になっている。しかし、前川家の関係者は「ニホンカジン」としか言わないと発言しており、「ニッポン」は創刊号の意気軒昂な文章の中での読みという可能性もある。

## 歌風
阿部正路は日本歌人の歌風について「芸術的香りの高い浪漫主義的な歌風」「『明星』の歌風を色濃くうけつぎながら新伝統主義ともいうべき古典尊重の姿勢を打出し、いちじ、「新古典主義」を提唱」「写生派に対抗しつつ、自在で個性にみちた活動を示した」という。
短歌雑誌などに掲載されている広告には「伝統の中に個性を生かす」と記されており、公式サイトのトップページもこれを踏襲している。

## 『日本歌人』誌

### 会員･同人と掲載内容
毎月1回『日本歌人』を発行。会員･同人は毎月8首以内を投稿し、掲載される。投稿された作品を対象として、掲載の号に選者評、2ヶ月後の号に作品評、3ヶ月後の号に十首選が掲載される。この他、題詠が課せられることがある。1月号には自選1首が掲載される。
参加者には区分があり青葉集（入会時点ではこの区分）、緑葉集は会員、金葉集、風葉集は同人と呼ばれる。研鑽を積んだ会員は緑葉集に掲載される。同人になると指導者的な役割を依頼されるようになる。

### 表紙絵
創刊号から表紙絵は佐美雄と親交のあった棟方志功が手がけた。現在は佐美雄の次女で洋画家の前川寿々子による。

## 歌会
全国の会員･同人が、それぞれの地域やインターネットで原則として毎月歌会を開いている。

## 過去の参加者
- 明石海人
- 大西巨人
- 斎藤史
- 島津忠夫
- 杉原一司（「オレンヂ」時代）
- 塚本邦雄
- 前登志夫
- 山中智恵子

## 現在の参加者
- 都築直子
- みかみ凜[14]